# L'orgoglioso ribelle
L'orgoglioso ribelle (The Proud Rebel) è un film del 1958 diretto da Michael Curtiz.
È un western statunitense con Alan Ladd, Olivia de Havilland e Dean Jagger. È basato sul racconto del 1947 Journal of Linnett Moore di James Edward Grant.

## Produzione
Il film, diretto da Michael Curtiz su una sceneggiatura di Joseph Petracca e Lillie Hayward e un soggetto di James Edward Grant, fu prodotto da Samuel Goldwyn Jr. per la Formosa Productions e girato a Cedar City, Utah, dal 10 settembre all'inizio di novembre 1957.

## Distribuzione
Il film fu distribuito con il titolo The Proud Rebel negli Stati Uniti nel giugno del 1958 (première a Atlanta il 28 maggio 1958) al cinema dalla Buena Vista Film Distribution Company.
Altre distribuzioni:
- nel Regno Unito il 26 ottobre 1958 (limited)
- nel Regno Unito il 2 novembre 1958
- in Germania Ovest il 14 novembre 1958 (Der stolze Rebell)
- in Finlandia il 21 novembre 1958 (Ylpeä kapinallinen)
- in Svezia il 5 gennaio 1959 (Mannen från sydstaterna)
- in Austria nel maggio del 1959 (Der stolze Rebell)
- in Danimarca il 25 maggio 1962 (Manden fra Sydstaterne)
- in Brasile (O Rebelde Orgulhoso)
- in Spagna (El rebelde orgulloso)
- in Francia (Le fier rebelle)
- in Grecia (Alygistos antartis)
- in Serbia (Ponosni pobunjenik)

In Italia, fu distribuito con il titolo L'orgoglioso ribelle con il visto di censura 28107 del 19 novembre 1958.

## Critica
Secondo il Morandini il film è un western dai buoni sentimenti con le scene di violenza ridotta al minimo. Si segnala, inoltre, l'interpretazione di Ladd.

## Promozione
Le tagline sono:
- THERE ARE NO WORDS...To express this boy's devotion to the proud man and woman he loved...and the emotional impact of the words he longed to tell them!
- Its Call Reaches Far and Wide As The Human Heart...
- A story that reaches far and wide as the human heart!